# 馬衛星
馬 衛星（マ ウェイシン、1957年 - ）は、北京出身の中国のデザイン研究者。 北京理工大学デザイン芸術学部前副教授、環境芸術デザイン前学科長。1995年 大阪工業大学工学部電子工学科（現在の電子情報システム工学科）卒業。2005年 北京理工大学大学院デザイン芸術学研究科修士課程修了。中国工業デザイン協会会員。
主な研究は、環境照明デザイン、中国の伝統的家具デザインなど。
主な著書（※日本語名に翻訳）は「展示アートデザイン」、「現代の照明デザインの方法と応用」、「日本の優れた工業デザインの例100」、「新現代視覚デザイン」、「日本の広告の例100」、「照明デザイン」、「プロダクトデザイン効果の描画技法」、「東京大視覚」など。